# Levél nővéremnek 2.
A Levél nővéremnek 2. Cseh Tamás Másik Jánossal közösen írt-előadott albuma, 1994-ben jelent meg, szövegét Bereményi Géza írta. A cím és a dramaturgiai keret egyértelműen jelzi, hogy a Levél nővéremnek folytatása.
A Levél nővéremnek 2. az bizony A cápa 2., Keresztapa 2, Nagy durranás 2. Úgy pattant ki az egész, hogy a Katona József Színház szerette volna műsorra tűzni valamelyik régi műsorunkat. Mi pedig arra gondoltunk, hogy a Levél nővéremnek formája alkalmas arra, hogy ebből egy újat csináljunk.

## A lemez dalai
1. Első levélrészlet	- 0:44
2. Budapest II.	- 1:54
3. Második levélrészlet	- 0:27
4. Budapest III.	- 3:58
5. Harmadik levélrészlet	- 1:12
6. Sűrű a vérem	- 3:09
7. Negyedik levélrészlet	- 0:53
8. Volt osztálytárs	- 2:46
9. Ötödik levélrészlet	- 1:16
10. Minden álmomban	- 4:00
11. Hatodik levélrészlet	- 0:30
12. Angol regény	- 4:11
13. Metro	- 4:27
14. Hetedik levélrészlet	- 0:31
15. Forró város	- 4:17
16. Eszembe jutottál	- 3:59
17. Nyolcadik levélrészlet	- 0:37
18. Helló halál	- 0:45
19. Somlai Margit	- 3:09
20. Nyári délután	- 1:56
21. Vizelés	- 1:01
22. Kilencedik levélrészlet	- 0:24
23. Aluljáróérzés	- 1:47
24. Tizedik levélrészlet	- 0:58
25. Presszózongorista	- 2:03
26. A nagy sárga gong	- 5:09
27. Tizenegyedik levélrészlet	- 1:08
28. Háború van	- 2:11
29. Irén a TV-ben	- 2:28
30. Álomkeringő	- 3:32
31. Finálé	- 1:57

## Közreműködők
- Zene: Cseh Tamás, Másik János
- Szöveg: Bereményi Géza
- Előadja: Cseh Tamás (ének, gitár); Másik János (ének, gitár, billentyűs hangszerek)